# Mechow
Mechow ist eine Gemeinde östlich des Ratzeburger Sees im Kreis Herzogtum Lauenburg in Schleswig-Holstein.

## Geschichte
Mechow wurde 1194 im Isfriedschen Teilungsvertrag erstmals urkundlich erwähnt und ist auch im Ratzeburger Zehntregister angeführt. Das mecklenburgische Mechow kam im Rahmen eines Gebietstausches (Barber-Ljaschtschenko-Abkommen) 1945 von der sowjetischen Besatzungszone an die britische und damit nach Schleswig-Holstein. Größter Grundeigentümer in Mechow war eine mecklenburgische Staatsdomäne von 254 Hektar, die bis 1990 von der Bundesrepublik Deutschland verwaltet wurde. Die Domäne war ursprünglich das Gut des jeweiligen Dompropstes am Ratzeburger Dom und wurde nach der Säkularisation 1648 Staatsbesitz, zunächst des Fürstentums Ratzeburg.

## Politik

### Gemeindevertretung
Bei der Kommunalwahl 2023 errang die Wählergemeinschaft Mechow erneut alle sieben Sitze in der Gemeindevertretung. Die Wahlbeteiligung betrug 85,8 Prozent.

### Wappen
Blasonierung: „In Gold, auf einer über dem Bogen aus Mauersteinen, sonst aus Feldsteinen gemauerten roten Brücke stehend, zwei grüne Kopfweiden nebeneinander.“

## Sehenswürdigkeiten
In der Liste der Kulturdenkmale in Mechow stehen die in der Denkmalliste des Landes Schleswig-Holstein eingetragenen Kulturdenkmale.